# 漫反射

光线在物体粗糙表面发生漫反射

漫反射（简称漫射，英语：diffuse reflection）是指當一束平行的入射光線射到粗糙的表面時，粗糙的表面會把光線向著各個方向反射的現象。雖然入射線互相平行，由於粗糙的表面上的各點的法線方向不一致，造成反射光線向不同的方向無規則地反射。這種反射的光稱為漫射光。很多物體，如沙土、植物、牆壁、衣服等，其表面粗看起來似乎是平滑，但用放大鏡仔細觀察，就會看到其表面是凹凸不平的，所以本來是平行的太陽光被這些表面反射後，瀰漫地射向不同方向。

## 概要
由于物体通常表面凹凸不平，因此漫反射是大自然中最普遍的表面反射方式。这种无方向性的反射可以从反射面同侧的任何角度观测到亮度减弱的入射光。
通过表面抛光处理可以减少漫反射。
漫反射是指光線被粗糙表面無規則地向各個方向反射的現象。很多物體，如植物、牆壁、衣服等，其表面粗看起來似乎是平滑，但用放大鏡仔細觀察，就會看到其表面是凹凸不平的，所以本來是平行的太陽光被這些表面反射後，就瀰漫地射向不同方向。
當一束平行光觸及光滑物體表面時，光線則發生規律性反射，反射後的光線也相互平行，這種規律性反射稱為光的單向反射或鏡面反射。但物體的光滑程度是相對的，而一般物體的表面多粗糙不平，入射線雖然為平行光線，但反射後的光線則向各個方向分散，此種現象為光的漫反射。
人眼之所以能看清物體的全貌，主要是靠漫反射光在眼內的成像。如是全部單向反射的物體表面，不但看不清物體的外貌，還會引起某一方向上的眩光干擾現象。
漫反射的每條光線均遵循反射定律。平行光束經漫反射後不再是平行光束。由漫反射形成的物體亮度，一般視光源強度和反射面性質而定。
人們根據漫反射原理，測量光通量的大小。各種用來接收光學系統所成實像的屏幕，均應採用漫反射率高的漫反射面做成。實驗室中，常用毛玻璃的漫反射面做擴展光源。電影院裡，人能在不同的座位上看到銀幕上的畫面，這是因為光在銀幕上形成了漫反射。電影院的銀幕、投影幕布都是生活中最常見的漫反射例子。
人們依靠漫反射現象才能從不同方向看到物體。在環境光學中，常把無光澤的飾面材料近似地看作均勻漫反射表面，吸聲材料測試用的混響室具有足夠的擴散，保持著其牆面滿足漫反射條件。
積分球（integrating sphere），是具有高反射性內表面的空心球體。用來對處於球內或放在球外並靠近某個窗口處的試樣對光的散射或發射進行收集的一種高效率器件。球上的小窗口可以讓光進入並與檢測器靠得較近。積分球基本的特徵就是光學中最通用儀器的一種，光能的應用在各方面都在增多。例如纖維光學、激光技術、照相化學和醫學技術積分球在這些領域都獲得了廣泛的應用，並正在改進和取代那些結構複雜、價格昂貴的光學系統。由於積分球內表面具有超高反射和散射的特性，所以它具有獨特的接收發射光的性能。光在均勻分佈的球壁作無規則的反射，使能量可以作準確地測量，正由於積分球有此特性，改變它的窗口位置及幾何結構，就可以獲得各種不同的應用。

## 運用
物質表面不可能做到完全平整無滑，因此相對于全反射，漫反射是自然界更加普遍存在的反射型態。隱身原理的一條就是增加機體的粗糙程度，提高漫反射能力，使照射到機體的雷達波散射最小程度地被原方向反射。而探測隱身物體的原理是建立多個雷達接收站盡量從多方向觀察到被機體漫反射的雷達波。

## 相关项目
- 反射
- 全反射